# 遺跡

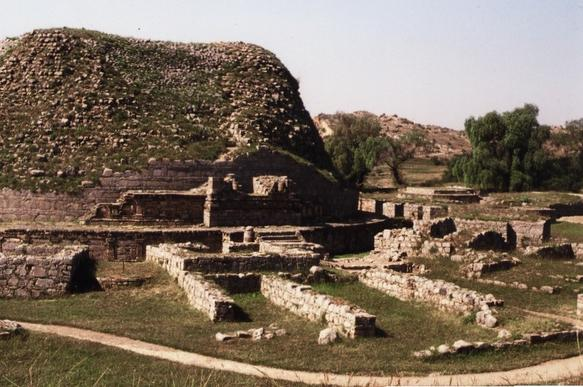
タキシラの都市遺跡を構成するストゥーパの遺構（パキスタン）

遺跡（いせき）は、過去の人々の生活の痕跡がまとまって面的に残存しているもの、および工作物、建築物、土木構造物の単体の痕跡、施設の痕跡、もしくはそれらが集まって一体になっているものを指す言葉である。内容からみれば、お互いに関連しあう遺構の集合、遺構とそれにともなう遺物が一体となって過去の痕跡として残存しているものを指す。以前は遺蹟と表記した。考古学の主要な研究対象として知られる遺跡については、とくに考古遺跡（こうこいせき）と呼ぶ場合がある。

## 概要

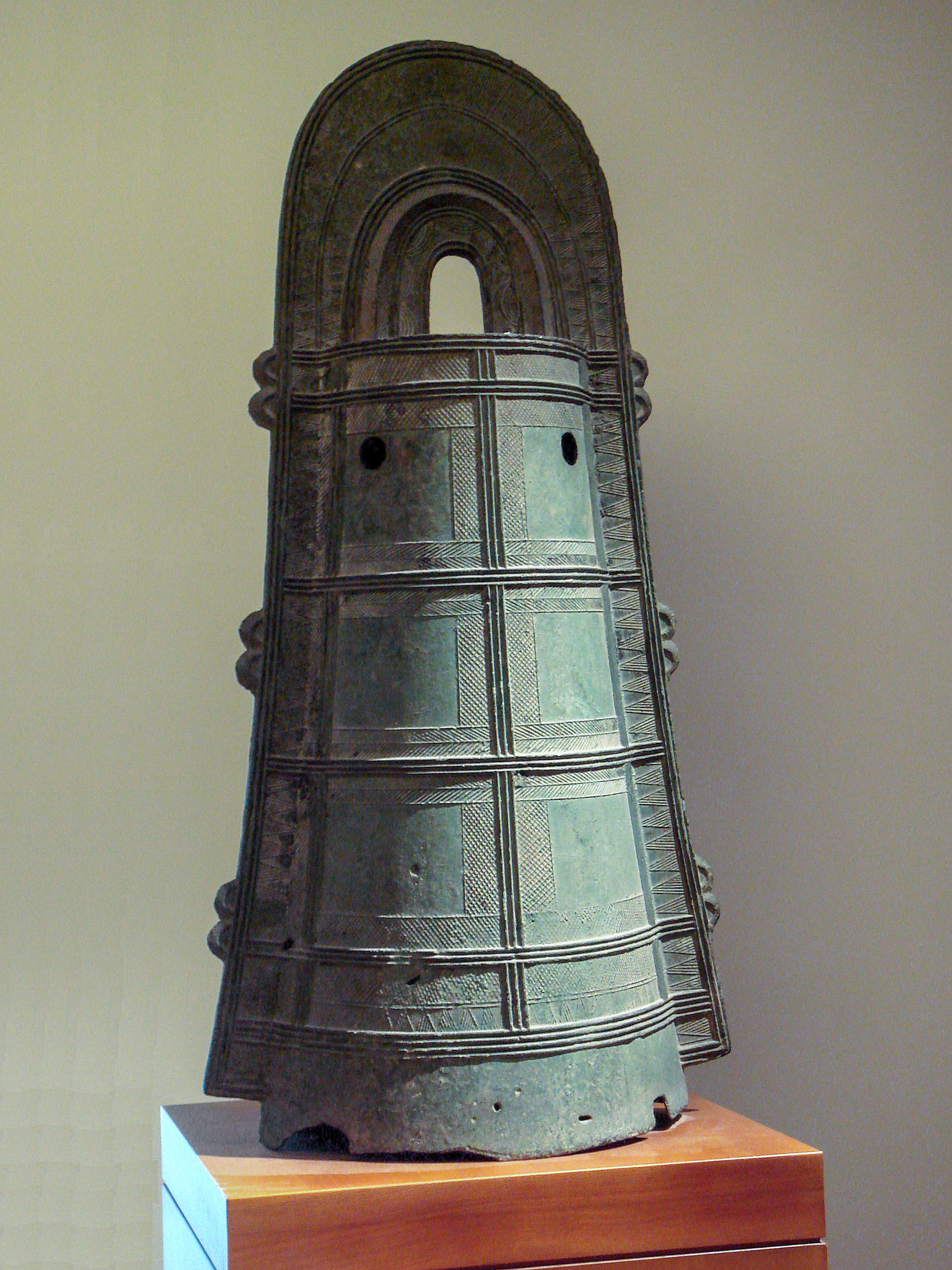
弥生時代後期の遺物、銅鐸（日本、3世紀）

遺跡のうち、住居跡・墳墓・貝塚・城跡など、土地と一体化されていて動かす（移動させる）ことができない物を遺構（いこう）と呼び、石器・土器・装飾品・獣骨・人骨など、動かす（移動させる）事のできる物を遺物（いぶつ）と呼ぶ。つまり、遺跡のうちの不動産的要素が遺構、動産的要素が遺物である。
日本考古学が遺跡と遺構を呼び分けはじめたのは30数年前以来である。日本において考古遺跡は、文化財保護法の規定にしたがい、面的にとらえて「埋蔵文化財包蔵地」と称されることがある。文化庁によると、貝塚や古墳、城跡、都城などの遺跡（埋蔵文化財包蔵地）は全国におよそ460000箇所存在し、毎年9000件程の発掘調査が行われているとされる。
遺跡は、石器や土器のような遺物が散布している場合に考古遺跡（埋蔵文化財包蔵地）の存在を推測する材料にはなるが、遺物単体が出土しただけでは、通常、考古学的にみて有意な遺跡にはなりえない。そのため、遺跡の本体を構成する要素は遺構であり、遺構および遺構のあつまりを称して遺跡と呼ぶ場合も多い。
地表面から遺物の散布がみられるものの、その性格が未だ明確でない遺跡を遺物散布地と呼ぶ場合がある。遺構がともなわない場合、実際には遺跡を構成する重要な意味を持つ場所かもしれないが、その反面、土が移動され客土にともなって遺物が散布している場合もあるので注意を要する。この場合、出土状況や土層観察によって、堆積土か、それとも客土であるかをみきわめる必要がある。

## 遺跡の種類
過去の人びとの活動の場が遺跡であり、したがって遺跡は、それがどのような活動であったかにより分けられる。

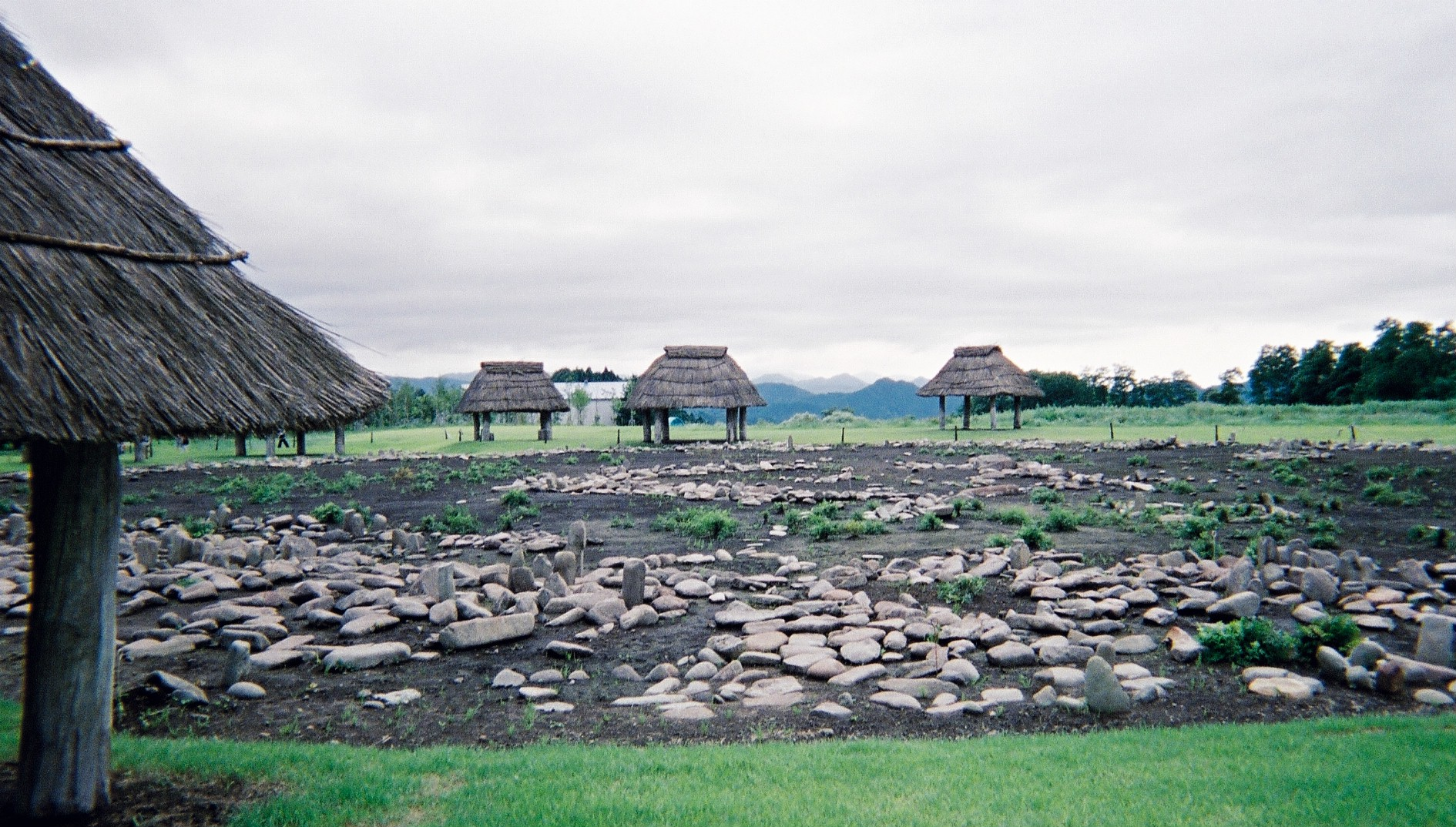
大湯環状列石（縄文時代後期、秋田県）

- 人が住んでいたところ（集落遺跡、都市遺跡、貝塚）
- 祈り祭ったところ（祭祀遺跡、配石遺跡）
- 寺や神社、神殿のあと（宗教遺跡）
- ものをつくったところ＜生産遺跡＞（製塩遺跡、製鉄遺跡、水田遺跡、窯跡）
- 道や港のあと（交通遺跡）
- 死者を葬ったあと（墓地遺跡・古墳）
- 墓以外で意図的に何かを埋めた遺跡（経塚、銅鐸埋納遺跡など）
- 軍事的な施設のあと（とりで跡、城跡）
- 洪水対策の土手（土塁・盛土）や排水路（堀）のあと（治水遺跡）

## 遺跡の調査
遺跡の調査によって、遺構とそれにともなう遺物を確認し、その検出や出土の状況、また類似事例を比較ないし検討することによって、モノという限られた情報であるが、当時の人々の文化や生活の営みばかりではなく、その社会の特徴、さらには人びとの価値観や世界観についても、ある程度推定し、復元することができる。
遺跡の分布調査や発掘調査、史跡保存事業などが行われた後、調査を行った自治体や民間企業などがまとめた調査報告書が、各機関から発行され、一般公開される。従来は大学図書館や自治体の図書館、博物館施設等に併設される資料館などで閲覧が可能であった。昨今はインターネットの普及によって、こうした報告書をデータ化し無料公開するサイトなどが調査を行った機関によって開設され、より広域かつ多くの資料を閲覧することが可能となった。

## 遺構をともなわない遺跡

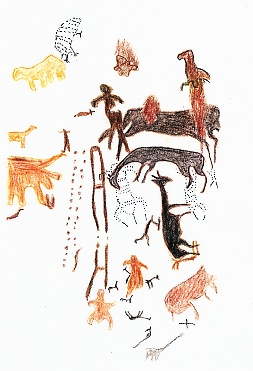
岩陰遺跡トケパラ洞窟の壁画（ペルー）

きわだった遺構の検出がみられなくても、岩陰遺跡、洞穴などのように堆積層によって過去の人類の生活の痕跡がみとめられる空間やキルサイトと呼ばれる動物の狩猟および解体場も、過去の人類の生活の痕跡がみとめられる。前者の場合、建築物をつくらなかったものの岩陰や洞穴を住居としたことが明らかだからである。
キルサイトの場合は、動物の化石や狩猟に使用した石器などが出土する。出土した化石や遺物が現地性堆積物で、化石に解体痕がある、石器に使用痕があるなどの理由によってキルサイトと認められた場合には遺跡と呼ばれる。
岩陰遺跡では、しばしば壁画をともなうことがあり、先史時代の人びとの生活のようすや価値観を窺い知ることができる。

## 近現代の遺跡
お互いに関連しあう近現代の工作物、建築物、土木構造物が集まって一体になっているものも遺跡と呼んでいる。この場合は、歴史家や建築史家の研究対象となることが多く、考古学者の役割はきわめて限定的なものとなることが普通である。

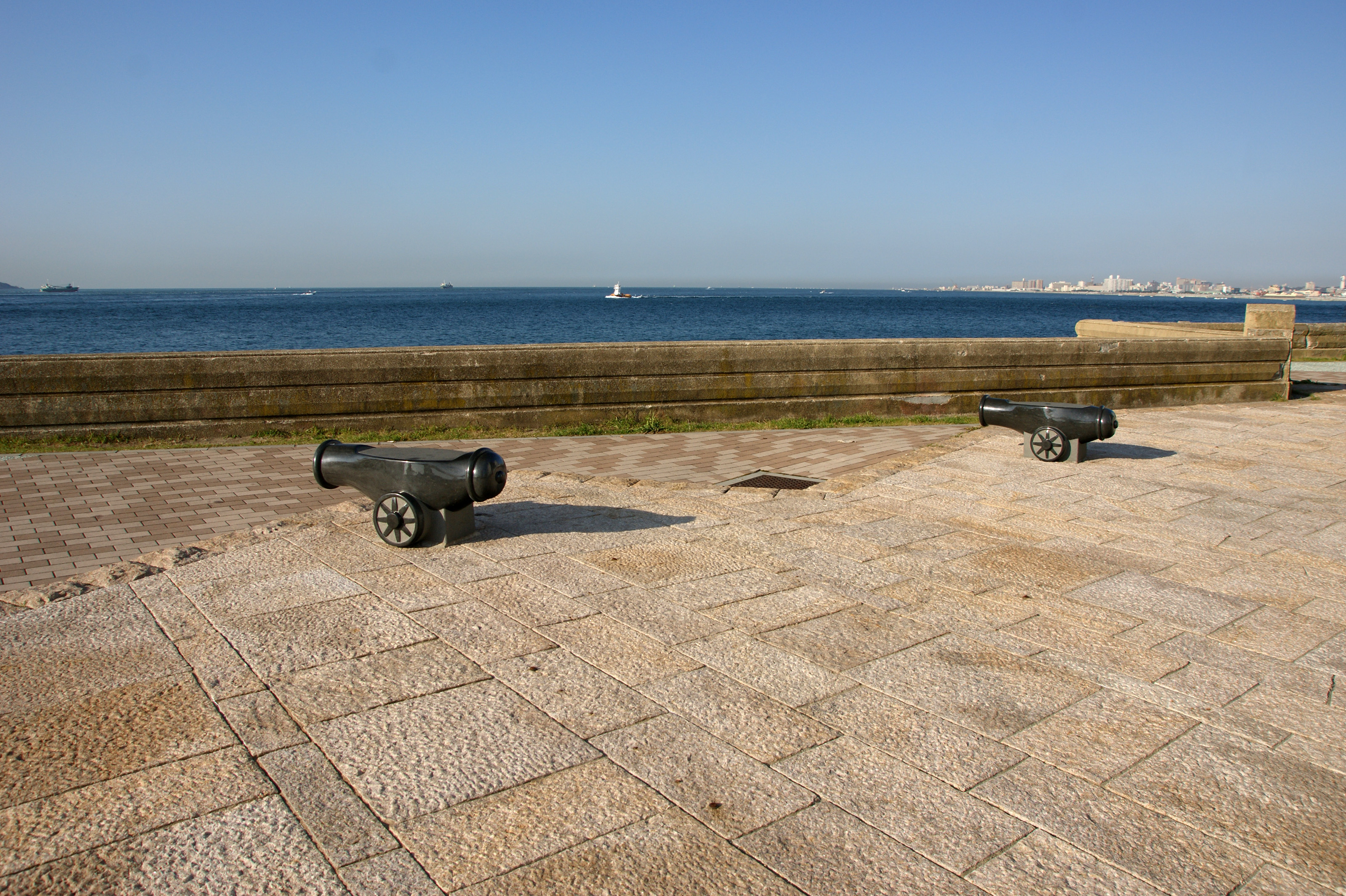
明石藩舞子台場跡（神戸市、1865年）

しかし、必要に応じて、「埋蔵文化財包蔵地」の文化庁次長通知の定義にあるように、「近現代の遺跡」として「地域において特に重要なものを対象と」して痕跡として残されている近現代の工作物、建築物、土木構造物等を調査する場合もある。例えば、第二次世界大戦の痕跡として残された軍事施設や被災施設なども周辺の環境を含めて「戦争遺跡」と呼ぶことがあるが、この戦争遺跡のうち、地下に埋蔵されていて地表面からでは性格がわからない場合（すでに撤去された砲台や防空壕など）は、必要に応じて発掘調査を行って確認する場合がある。

## 日本における「遺跡」の法的な位置づけ
日本では、学術的に重要で保護すべき遺跡については文化財保護法によって史跡・特別史跡の指定がはかられ、その他の遺跡についても、民間開発に伴う工事の際には、「埋蔵文化財包蔵地」として第93条（旧第57条の2）第1項による工事着工60日前の届出が義務付けられている。遺跡調査から報告書の作成および提出は、すべてこの法律にもとづいて行われるが、文化財保護法には、遺跡を現状保存するための規定がない。そのため、緊急発掘調査がきわめて多い日本においては、研究者や市民から遺跡保存の声があがっても、結局は現状保存がなされず、破壊されてしまう場合も少なくない。